# گریگور یغیازاریان
گریگور یغیازاری یغیازاریان (ارمنی: Գրիգոր Եղիազարի Եղիազարյան)؛ ۸ دسامبر ۱۹۰۸ - ۴ نوامبر ۱۹۸۸) یک آهنگساز اهل ارمنستان بود.

## زندگی‌نامه
وی در ۲۱ دسامبر [سبک قدیمی: ۸ دسامبر] ۱۹۰۸ در بلور در فرمانداری ایروان به دنیا آمد و در سال ۱۹۳۵ میلادی، یغیازاریان به همراه نیکولای میاسکوفسکی از کنسرواتوار دولتی چایکوفسکی مسکو فارغ‌التحصیل شد. پس از سال ۱۹۳۸ در شهر ایروان زندگی نمود و در کنسرواتوار دولتی کومیتاس ایروان تدریس نمود. از سال ۱۹۵۲ تا ۱۹۵۵ وی رئیس اتحادیه آهنگسازان ارمنستان بود؛ و از سال ۱۹۵۴ تا ۱۹۶۰ رئیس کنسرواتوار دولتی کومیتاس ایروان بود. وی همچنین برندهٔ در سال ۱۹۷۱ وی برنده جایزه دولتی ارمنستان شوروی (۱۹۷۰) شده‌است. وی در ۴ نوامبر ۱۹۸۸ در سن ۷۹ سالگی در ایروان درگذشت و در آرامستان مرکزی ایروان (توخماخ) به خاک سپرده شد.